# افسانه کورا (فصل ۴)
کتاب چهارم: توازن (به انگلیسی: Book Four: Balance) چهارمین و آخرین فصل از مجموعهٔ پویانمایی تلویزیونی افسانه کورا اثر مایکل دانته دی‌مارتینو و برایان کونیتزکو است. این فصل شامل سیزده قسمت («فصل») است که همگی توسط استودیو میر پویانمایی شده‌اند. قسمت‌ها هر جمعه از ۳ اکتبر ۲۰۱۴ در وبگاه نیکلودئون و سایر رسانه‌های برخط در دسترس قرار می‌گرفتند و در ۲۸ نوامبر ۲۰۱۴ در Nicktoons پخش می‌شدند. استقبال منتقدان از کتاب چهارم، به‌طور کلی از مجموعه، مثبت بود.
کتاب چهارم سه سال پس از فصل قبل اتفاق می‌افتد. این فصل به سفر خودشناسی آواتار کورا پس از ضربه روحی که در کتاب سوم متحمل شد و جنبش امنیت افسر کوویرا برای متحد کردن پادشاهی خاک تحت رهبری مستبد او می‌پردازد.
سپس این فصل با رمان گرافیکی سه‌گانه نبردهای سرزمین دنبال می‌شود که بلافاصله پس از پایان سریال شروع می‌شود.

## قسمت‌ها
| شم. کلی | شم. در فصل | عنوان                | پویانمایی‌شده توسط | کارگردان              | نویسنده                                      | تاریخ پخش اصلی | کد تولید |
| ------- | ---------- | -------------------- | ----------------- | --------------------- | -------------------------------------------- | -------------- | -------- |
| ۴۰      | ۱          | «بعد از این همه سال» | استودیو میر       | Colin Heck            | Joshua Hamilton                              | ۳ اکتبر ۲۰۱۴   | ۲۱۴      |
| ۴۱      | ۲          | «کورای تنها»         | استودیو میر       | Ian Graham            | مایکل دانته دی‌مارتینو                        | ۱۰ اکتبر ۲۰۱۴  | ۲۱۵      |
| ۴۲      | ۳          | «تاج گذاری»          | استودیو میر       | Melchior Zwyer        | Tim Hedrick                                  | ۱۷ اکتبر ۲۰۱۴  | ۲۱۶      |
| ۴۳      | ۴          | «فراخوانی»           | استودیو میر       | Colin Heck            | Katie Mattila                                | ۲۴ اکتبر ۲۰۱۴  | ۲۱۷      |
| ۴۴      | ۵          | «دشمن پشت دروازه‌ها»  | استودیو میر       | Ian Graham            | Joshua Hamilton                              | ۳۱ اکتبر ۲۰۱۴  | ۲۱۸      |
| ۴۵      | ۶          | «نبرد زائوفو»        | استودیو میر       | Melchior Zwyer        | Tim Hedrick                                  | ۷ نوامبر ۲۰۱۴  | ۲۱۹      |
| ۴۶      | ۷          | «تجدید دیدار»        | استودیو میر       | Colin Heck            | مایکل دانته دی‌مارتینو                        | ۱۴ نوامبر ۲۰۱۴ | ۲۲۰      |
| ۴۷      | ۸          | «یادآوری»            | استودیو میر       | مایکل دانته دی‌مارتینو | Joshua Hamilton، Katie Mattila و Tim Hedrick | ۲۱ نوامبر ۲۰۱۴ | ۲۲۱      |
| ۴۸      | ۹          | «ماورای حیات‌وحش»     | استودیو میر       | Ian Graham            | Joshua Hamilton                              | ۲۸ نوامبر ۲۰۱۴ | ۲۲۲      |
| ۴۹      | ۱۰         | «عملیات بی‌فانگ»      | استودیو میر       | Melchior Zwyer        | Tim Hedrick                                  | ۵ دسامبر ۲۰۱۴  | ۲۲۳      |
| ۵۰      | ۱۱         | «وزیر کوویرا»        | استودیو میر       | Colin Heck            | Joshua Hamilton                              | ۱۲ دسامبر ۲۰۱۴ | ۲۲۴      |
| ۵۱      | ۱۲         | «روز غول مکانیکی»    | استودیو میر       | Ian Graham            | Tim Hedrick                                  | ۱۹ دسامبر ۲۰۱۴ | ۲۲۵      |
| ۵۲      | ۱۳         | «آخرین ایستاده»      | استودیو میر       | Melchior Zwyer        | مایکل دانته دی‌مارتینو                        | ۱۹ دسامبر ۲۰۱۴ | ۲۲۶      |